# Varga Zoltán (raliversenyző)
Varga Zoltán (becenevén: "cigány" Budapest, 1964. március 11. –) magyar raliversenyző.

## Élete
Családjában senkinek nem volt jogosítványa, saját maga talált rá a sportágra. 1977-ben már versenyzett - igaz, jogosítvány nélkül, egy olvashatatlanná tett engedéllyel jutott be 15 évesen a Mátra kupára. Első klubja a Hungarocamion volt, melynek neve alatt 1984-ben már a magyar ralibajnokságban szerepelt. 1986-ban az Áfor SC-hez  igazolt, majd az 1990-es évek elején a Békási Mobil SE-hez. Később több évet kihagyott és több szakosztály technikai sportolója is volt.
Jellegzetes zöld színű Lada 2107-es kocsijai váltak a védjegyévé, s bár évtizedekig hajthatatlan volt, hogy márkát váltson, 2002-ben mégis BMW-re nyergelt, 2015-ben a Márianosztra rallyn azonban már ismét Ladával indult. Navigátora 13 évig Pénzes László volt, az 1990-es évek közepén Takács Attila ült a jobb első ülésbe, 2015-ben Králik Lászlóval versenyzett.
Varga kevésbé versenyeredményeivel, mint inkább látványos vezetési stílusával elért népszerűségével írta be magát a magyar rali történetébe. Egyes vélekedések szerint, az, hogy a magyar nézők körében a Lada a három legnépszerűbb raliautó között szerepel, az Varga Zoltán versenyzői stílusának ízlésformáló hatása. A rally.hu internetes szaklap közönségdíjasai között a 2000-es évek elején Varga neve minden évben feltűnt. Őt idézve "látványra autózott."

## Versenyeredményei
- 1994-es Magyar Köztársasági Rali I. Országos Bajnokság: 22. (abszolút sorrendben), 14. (A csoportban)[8]
- 1995-ös országos bajnokság: 27. (A csoportban)[9]
- 1996-os országos bajnokság: 14. (A csoportban)[9]
- 1997-es Lada kupa: 1. helyezett[10]
- 1997-es országos bajnokság: 25. (A csoportban)[9]

## Bibliográfia
- Fekete Kálmán: Cigány, a vagány - 2006 Pécs: Pécsi Direct 7–102. ISBN 963-369-768-9.

## Külső linkek
- interjú Varga "Cigány" Zoltánnal videó